# Cheval ibérique

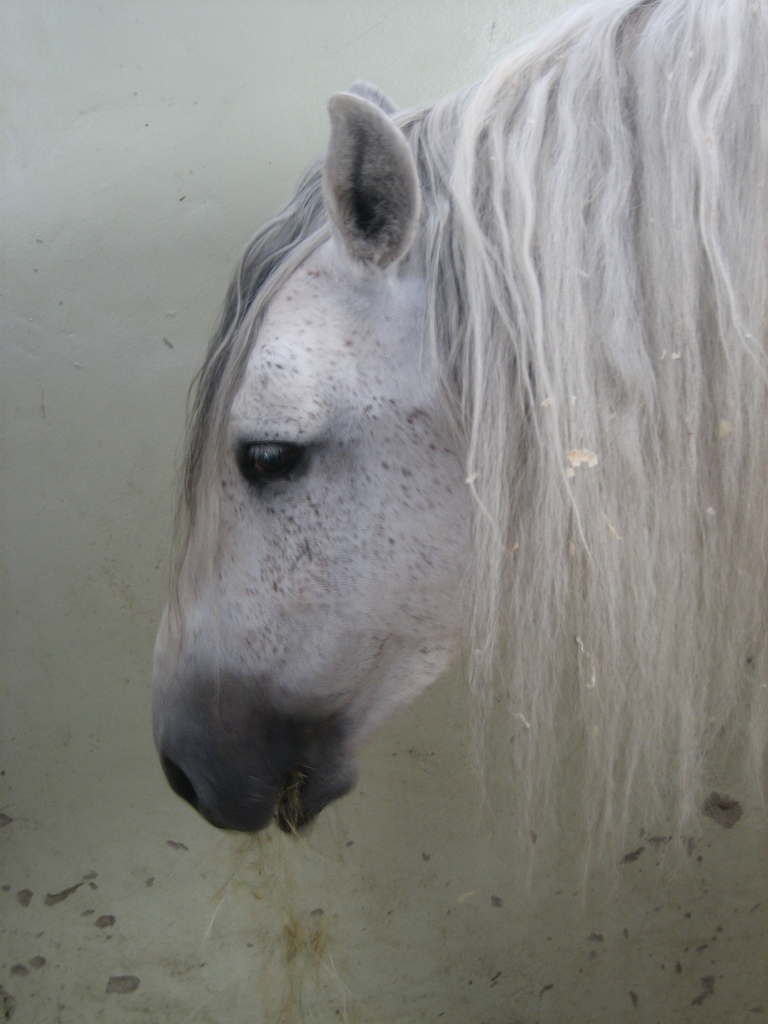
Tête d'un Pure race espagnole, le plus connu des chevaux ibériques.

Cheval ibérique est le nom donné aux races de chevaux et de poneys originaires de la péninsule Ibérique. Ces races ont une longue histoire, et se sont répandues dans les Amériques du XIIe siècle au XVIIe siècle. 
À présent, la FAO reconnaît 18 races ibériques officiellement, une 19e étant en cours de reconnaissance. Trois races sont portugaises, le Lusitanien, le Garrano et le Sorraia, toutes les autres sont espagnoles ou franco-espagnoles (le Pottok et le Mérens, dans ce dernier cas). Une race dérivée du Sorraia, le Marismeño, a été identifiée comme propre au parc national de Doñana, mais ne figure pas encore sur la liste de la FAO.

## Histoire

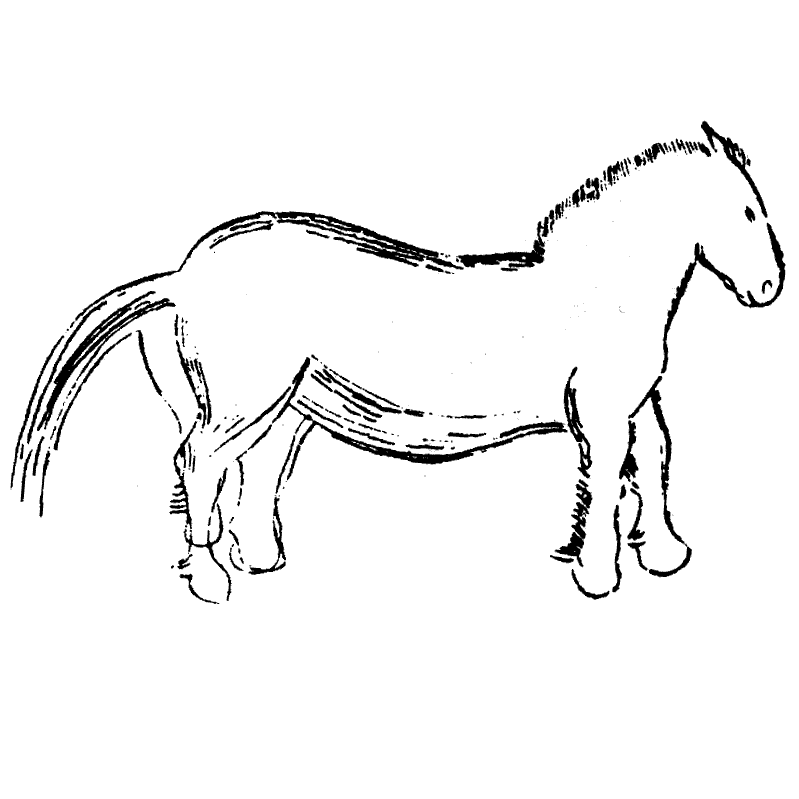
Représentation pariétale de la grotte du Castillo.

Les chevaux ibériques sont considérés comme faisant partie des plus anciennes races domestiquées au monde. La péninsule Ibérique recèle en effet plusieurs foyers de domestication du cheval, une découverte génétique récente y atteste d'une possible domestication indépendante de celle qui a eu lieu dans les steppes eurasiennes, au IIIe millénaire av. J.-C.. L'érudit portugais Ruy d'Andrade défend déjà cette idée. Le vulgarisateur anglais Elwyn Hartley Edwards note la présence de ce qui semble être un harnais peint sur un cheval, dans une peinture rupestre espagnole datée de 15 000 ans avant notre ère, découverte à Castillo Puente Viesgo dans l'actuelle Cantabrie. Il suppose qu'à cette époque, le cheval est déjà employé à divers travaux, mais sa théorie, peu crédible, n'est pas reprise par la communauté scientifique.
Un foyer daté de la culture campaniforme a été retrouvé dans le Sud de l'Espagne, un autre au centre du Portugal actuels. Les chevaux y présentent une diminution de stature et une augmentation de la diversité génétique. Ces foyers sont proches de l'habitant ancestral des pottokak, l'une des plus anciennes populations chevalines européennes. Par ailleurs, de nombreuses grottes ornées fournissent des représentations de chevaux dans la région.
Des monnaies espagnoles du IIe siècle av. J.-C., la statuaire et des mosaïques découvertes à Torre de Palma, près de Montforte, au Portugal, montrent que l'élevage du cheval ibérique était déjà présent à l'époque antique dans la péninsule.
Les Arabes firent de multiples commentaires élogieux sur les qualités du cheval qu'ils trouvèrent quand ils arrivèrent en Espagne. Ils notent sa maniabilité et l'aptitude des cavaliers indigènes à exploiter les dispositions de leurs montures.
Le cheval ibérique fut élevé par des établissements monastiques, notamment la chartreuse de Jerez, la Cartuja. Les religieux y produire les chevaux qui furent longtemps considérés comme les meilleurs du monde. Cette entreprise s'acheva en 1835 quand les congrégations religieuses furent dissoutes. Les moines furent obligés de quitter leur monastère et leurs élevages furent dispersés.
Les races ibériques modernes sont des chevaux baroques à l'instar du plus célèbre de tous, le pure race espagnole, qui par sa morphologie se rapproche des chevaux élevés à la Renaissance. Elles ont connu une forte influence du cheval Barbe pour certaines d'entre elles.
Du XIIe siècle au XVIIe siècle, ces chevaux se répandent dans de nombreuses régions du monde, et en particulier dans les Amériques à la faveur de la conquête du Nouveau Monde. dans son traité paru en 1581, Marc de Pavari, écuyer vénitien, écrit que le chevaux ibériques sont les plus maniables "avec la plus simple bride qui soit.".
Avec le déclin de l'équitation classique, l'introduction du pur-sang anglais et arabe, le développement des courses de vitesse et l'utilisation militaire du cheval dans les grandes charges groupées, le cheval ibérique disparut peu à peu des représentations officielles et des écuries. Il subsista au Portugal où l'affrontement avec le taureau par le cavalier monté ne fut jamais abandonné. En Espagne, le Pure Race Espagnol se cantonna dans le service d'attelages élégants et aux prestiges du paseo. De nombreux éleveurs se tournèrent vers le pur-sang anglais, doutant des qualités de leurs chevaux. 

## Renouveau du cheval ibérique
Cette renaissance est venue de l'Espagne et du Portugal dans la seconde moitié du XXe siècle, portée par des cavaliers fameux comme Nuno Oliveira et ses disciples, le Dr Guilherme Borba, des personnalités du monde de l'élevage comme le Dr Ruy d'Andrade, ou de la tauromachie comme Alvaro Domecq Diez et les frères Angel et Rafael Peralta. Ils furent relayés en France par Michel Henriquet et par des éleveurs passionnés.

## Dans la peinture
Monture de prédilection des rois et des empereurs pendant plusieurs siècles, le cheval ibérique a été jusqu'au XIXe siècle l'animal le plus représenté dans la peinture et la gravure. Il est très facilement reconnaissable à sa croupe rebondie, ses postérieurs ployés, sa tête placée, un contact assuré par un mors aux branches longues, mais retenu par le seul poids des rênes, ses crins abondants, son œil expressif et son profil convexe. 
Parmi les œuvres les plus célèbres, on peut citer :
- le portrait équestre de Charles V par Titien (1548), conservé au musée du Prado,
- le portrait équestre de Charles 1er d'Angleterre par Van Dyck (1635), conservé à la National Gallery,
- le portrait équestre de Charles V par Van Dyck (1625), conservé au musée des Offices à Florence,
- le portrait équestre de l'infant Don Balthazar Carlos par Velasquez (1537), conservé au musée du Prado,
- la charité de saint Martin par Georges Lallement (vers 1624-1636), conservé au Petit Palais à Paris[8].

## Liste des races ibériques
Il existe deux grandes familles de chevaux ibériques, les celtes et les ibériques proprement dits. Tous deux sont nettement différenciés par leurs caractères morphologiques, mais également leur robe : les chevaux celtiques sont majoritairement noirs, plus rarement bais. Les chevaux ibériques sont les seuls à pouvoir présenter la robe grise.
| Visuel | Nom                                 | Pays de reconnaissance            | Population (apx.) | Mode de vie                    | Commentaires |
| ------ | ----------------------------------- | --------------------------------- | ----------------- | ------------------------------ | --- |
|        | Asturcón                            | Espagne                           | 2319              | Semi-sauvage                   | |
|        | cheval des montagnes du Pays basque | Espagne                           | Moins de 600      | Semi-sauvage                   | Race élevée essentiellement pour sa viande |
|        | Cheval de Burguete                  | Espagne                           | 4 814             | En liberté                     | Race de trait, née de croisements avec des Bretons et élevée pour sa viande. |
|        | Poney galicien                      | Espagne                           | 1 526             | Semi-sauvage                   | Célèbre par la rapa das bestas. Sous le nom de faco ou de del país existent un grand nombre (peut-être plus de 10 000) de chevaux semi-sauvages très proches qui ne figurent pas dans le stud-book de la race. |
|        | Hispano-Árabe                       | Espagne                           | 7 286             |                                | Issue de croisements entre le cheval Arabe et d'autres races ibériques |
|        | Hispano-Bretón                      | Espagne                           | 14 902            | En liberté                     | Race de trait élevée pour le travail et surtout pour la viande, issue de croisements avec le trait Breton, une race française.                                                                                 |
|        | Jaca Navarra                        | Espagne                           | 1 020             | Semi-sauvage                   | |
|        | Losino                              | Espagne                           | 754               | Semi-sauvage                   | |
|        | Mallorquín                          | Espagne                           | 320               |                                | |
|        | Marismeño                           | Espagne                           | 1 051             | Semi-sauvage                   | |
|        | Minorquin                           | Espagne                           | 3 125             |                                | |
|        | Monchino                            | Espagne                           | 782               | En liberté                     | |
|        | Pirenenc Catalá                     | Espagne                           | 7 133             | En liberté                     | Ne figure pas sur la liste de la FAO mais reconnu en Espagne depuis 2012. La race est issue en partie de races de trait françaises.                                                                            |
|        | Pottok                              | Espagne et France                 | Moins de 2 600    | Certains en semi-liberté       | Propre au Pays basque |
|        | Pure race espagnole                 | Espagne, et partout dans le monde | 199 852           | Domestique                     | |
|        | Retuerta                            | Espagne                           | 60 à 140          | Sauvage                        | Redécouvert en 2005. Pas de statut officiel. |
|        | Mérens                              | France                            | 7 000             | Petite population transhumante | Sur le versant espagnol des Pyrénées |
|        | Garrano                             | Portugal                          | Moins de 950      | Semi-sauvage                   | |
|        | Lusitanien                          | Portugal, partout dans le monde   | 23 619            | Domestique                     | |
|        | Sorraia                             | Portugal                          | Moins de 100      | Sauvage                        | Race très primitive redécouverte par Ruy d'Andrade |

Des procédures sont en cours pour inclure le Serrano, une variété très rare de grand poney des montagnes, dont il reste actuellement moins de 40 individus.